# Lulesia densifolia
Lulesia densifolia är en svampart som först beskrevs av Rolf Singer, och fick sitt nu gällande namn av Rolf Singer 1970. Lulesia densifolia ingår i släktet Lulesia och familjen Tricholomataceae.   Inga underarter finns listade i Catalogue of Life.